# 常青乡
常青乡，是中华人民共和国湖南省怀化市洪江市下辖的一个乡镇级行政单位。

## 行政区划
常青乡下辖以下地区：
新桥社区、石板桥村、团结村、岩门村和五一村。